# جرج تنت
جرج جان تنت (به انگلیسی: George John Tenet) از رئیسان سازمان سیای آمریکا بود.

## زندگینامه
وی یونانی‌الاصل و زادهٔ شهر نیویورک است.
«تنت» هفت سال تمام مدیر «سیا» بود. دوران ریاست او بر این سازمان اطلاعاتی از دوران حکومت بیل کلینتون آغاز شده بود.
وی در سه دههٔ اخیر تنها مدیر سیا بود که پس از تغییر رئیس‌جمهوری سمت خود را حفظ کرده بود. تنت که در رشته مطالعات بین‌المللی از دانشگاههای جورج تاون و کلمبیا دانش‌آموخته شده‌است پیش از مدیریت سیا، عمدتاً در سنای آمریکا به سناتورها کمک می‌کرد و پس از انتخاب کلینتون به ریاست جمهوری آمریکا کار انتقال مدیریت دستگاههای اطلاعاتی را از دولت قبلی به دولت تازه برعهده داشت.
سوم ژوئن ۲۰۰۴ جورج تنت مدیر ۵۱سالهٔ سازمان اطلاعات مرکزی آمریکا «سیا» از سمت خود کناره‌گیری کرد و جورج بوش استعفای او را پذیرفت و مراتب را پیش از این‌که عازم اروپا شود اعلام داشت.
سازمانهای اطلاعاتی آمریکا به‌ویژه سیا در پی رویداد ۱۱ سپتامبر ۲۰۰۱ تحت فشار و انتقاد بودند و بالاخره یک نفر باید کنار می‌رفت. انتقاد از «سیا» پس از این‌که در عراق اسلحهٔ کشتار جمعی به‌دست نیامد افزایش یافته بود و ژنرال پاول وزیر امور خارجه آمریکا اخیراً به‌صراحت این سازمان را متهم کرده بود که گزارش‌های نادرست آن باعث شده بود که به استناد آنها در شورای امنیت بگوید که عراق دارای اسلحهٔ کشتار جمعی است و حملهٔ نظامی به آن کشور را توجیه کند.
تنت گفته است به این دلیل که می‌خواهد وقت بیشتری را با خانواده‌اش بگذراند کناره‌گیری کرده‌است.

## کتاب
جرج تنت در سال ۲۰۰۷ (۱۳۸۶) خاطرات نه سال معاونت و ریاست خود را در سازمان سیا انتشار داد. نام اصلی این کتاب به زبان انگلیسی At the Center of the Storm: My Years at the CIA است. در سال ۱۳۸۹ علی‌اکبر عبدالرشیدی مترجم ایرانی این کتاب را با نام در چشم توفان به زبان فارسی ترجمه کرد که از سوی انتشارات سروش انتشار یافت. این کتاب در حقیقت پاسخی است از سوی تنت به کسانی که وی را متهم به کشاندنِ پای دولت ایالات متحده امریکا به جنگ عراق کرده‌اند. او پرده از برنامه‌ها و طرح‌های دیگری که برای حمله به عراق وجود داشته برمی‌دارد و خود را از این اتهام مبرا می‌کند.